# Мудсвинджер

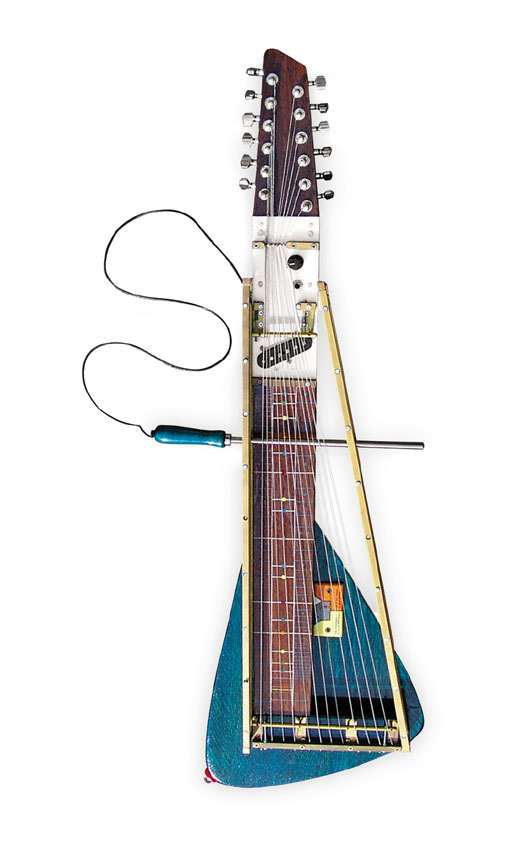
Мудсвинджер, Юрий Ландман, 2006

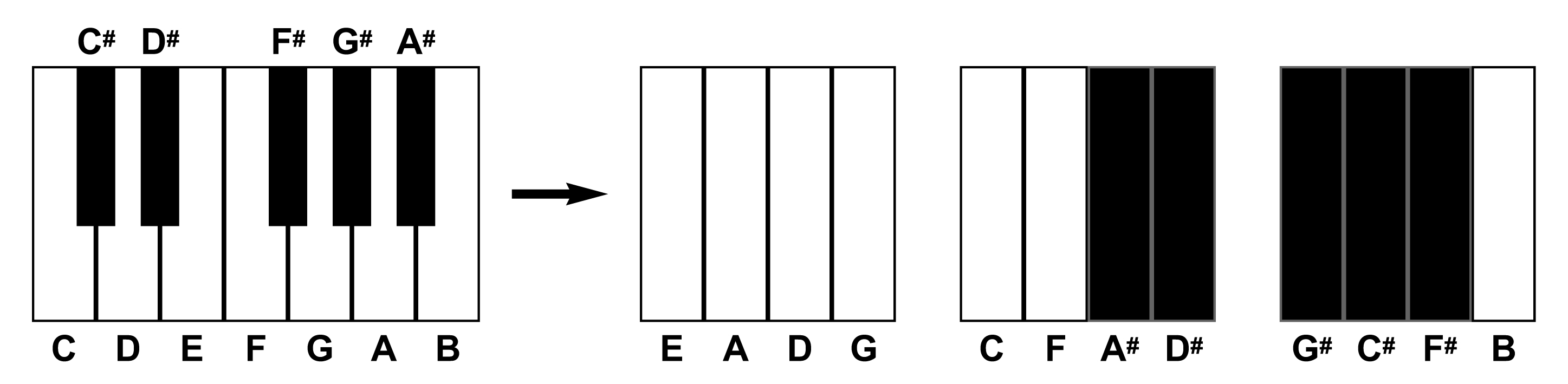

 Мудсвинджер  (англ. Moodswinger) — электромузыкальный инструмент, по типу конструкции близкий цитре, изобретённый в 2006 году. Он используется в экспериментальной, электронной и популярной музыке. 12 струн инструмента настроены по квартам.